# Nintendo Software Planning & Development
A Nintendo Software Planning & Development Division (任天堂 企画開発本部, Nintendō Kikaku Kaihatsu Honbu), comumente abreviada como Nintendo SPD, foi uma divisão dentro da empresa japonesa de jogos eletrônicos Nintendo. Era responsável pela pesquisa, planejamento e desenvolvimento de softwares experimentais e de sistemas para a companhia, contribuir com desenvolvedoras externas em outros títulos e gerenciar a produção de subsidiárias ao redor do mundo.
A divisão foi criada em setembro de 2004 após a fusão dos departamentos Nintendo Research & Development 1 e Nintendo Research & Development 2. A SPD se fundiu em setembro de 2015 com Nintendo Entertainment Analysis & Development como parte de uma reestruturação interna da Nintendo que ocorreu após a nomeação de Tatsumi Kimishima como novo presidente da empresa, formando assim uma nova divisão chamada de Nintendo Entertainment Planning & Development.